# Yatafen
Yatafen ou Yattafen est une commune algérienne de la wilaya de Tizi Ouzou, située à 43 km au sud-est de Tizi Ouzou, dans la région de Kabylie.

## Géographie

### Localisation
La commune de Yattafen se situe au sud de la wilaya de Tizi Ouzou. Elle est délimitée :
- au nord, par la commune d'Ain El Hammam ;
- à l'est et au sud-est, par la commune d'Akbil ;
- au sud, par la wilaya de Bouira ;
- au sud-ouest et à l'ouest, par la commune d'Iboudraren.

|            | Ain El Hammam               |       |
| Iboudraren | Yatafen                     | Akbil |
| Iboudraren | Saharidj (Wilaya de Bouira) | Akbil |

## Villages et localités
La commune de Yattafen est composée de deux villages :
- Aït Daoud
- Aït Saâda
- Souk El Had, chef-lieu de la commune ;

## Toponymie
Le nom Yattafen est le pluriel amazigh du mot "attaf" qui signifierait "austère".

## Histoire
Yatafen (Yattafène/ ath Attaf /beni Attaf), est une commune algérienne de la wilaya de Tizi Ouzou, située à 43 km au sud-est de Tizi Ouzou, dans la région de Kabylie, Le nom Yatafen est le pluriel amazigh (berbère) du mot "attaf"
La commune de Yattafène est composée de deux villages : Daoud frère de Saâda qui ont donné naissance aux deux villages de la commune de Yattafène.
Yattafene a participé à
- la bataille de Dreaa el mizane, en 1768. Elle opposait les tribus Iflissen aux troupes turcs du Beylik de l'Est 104 soldats ;
- La Bataille de Staoueli, le 19 juin 1830 entre la France, et la régence d'Alger 260 soldats, pendant que la France essayait de prendre le contrôle de la capitale,

1. Bataille de Oued Sebaou est une bataille qui a eu lieu au printemps 1854,
2. Bataille de Icharedane

Yattafène sera occupé au cours de l'invasion de 1857 (Kabylie du Djurdjura) par l'armée française, placée à cette occasion sous le commandement direct du maréchal Randon, gouverneur général de l'Algérie. À la suite de l'insurrection des tribus du Cheikh El Mokrani en 1871, la commune connaitra quelques déportations vers le bagne de Nouvelle-Calédonie. Le premier convoi de Kabyles se fera en 1874.
1954-1962: la commune est connu pour son lourd tribut porté durant la guerre d'indépendance algérienne.

## Économie
La commune, comme beaucoup d'autres régions de Kabylie, vit de la culture de l'olivier, du figuier, du grenadier et la figue de barbarie. Les villageois vivent aussi de l'élevage bovin et ovin ...., contribuent en partie, par les récoltes procurées, à constituer des petites ressources pour les familles de la commune . Sinon depuis un peu plus de deux décennies certains villageois plus ou moins nantis ont investi le petit commerce.
La région a énormément souffert de la misère et du chômage qui ont poussé les habitants à quitter leurs villages pour d'autres cieux soit en Algérie (Tizi-Ouzou, Alger, Blida, Oran, Le sud...) soit à l'étranger (France, Canada, USA...). la commune est plus connue pour ses beaux paysages touristiques proches du parc national du Djurdjura et de Thaletat aussi appelé la Main du juif[réf. nécessaire].

## Infrastructures
- Trois écoles primaires.
- Un collège d'enseignement moyen (CEM).
- Deux centres de formation professionnelle.
- Trois unités de soins médicaux.
- Une salle de sport polyvalente (Arts martiaux, Volley-ball, Handball)
- Un stade de football à Souk El Had.

## Personnalités liées à la commune
- Mourad Ait Tahar, footballeur international et joueur de la JS Kabylie.
- Celia Ould Mohand, chanteuse et  musicienne algérienne.
- Slimane Ould Mohand, peintre algérien.
- Bouaziz Ait Chebib, indépendantiste kabyle.

• Bélaïd Lamara   : Il était membre du Comité de défense des droits culturels en Algérie (CDDCA) pour défendre les prisonniers de cette période, puis du Collectif Contre la Répression en Algérie (CCRA) à partir de 1985 pour la défense de la Ligue algérienne des Droits de l’Homme (LADDH) dirigée par Maître Ali Yahia.
Il était connu du grand public parce qu’il était une voix radiophonique chaleureuse et intarissable. À travers Radio Tamazight, Radio Sud, Radio Tiwizi créées dans ces années-là, il inondait la Région Parisienne de son verbe kabyle châtié.

•Kamel Hamadi : un nom, un parcours prestigieux, une production artistique riche et extrêmement variée.
• Chikh Elkakoum : Mohand Larbi Benaissa (El Cheikh El Kamkoum) élève de Abdelhamid Ibn Badis et membre des Ulèmas Musulmans.
• Mezioud Ouldamer : est un essayiste Il a publié plusieurs ouvrages de critique sociale proches de la critique situationniste.
• Slimane Ould Mohand : un peintre et graveur.
• Mourad Aït Tahar : un footballeur international algérien.
• MESSAOUD AIT ABDERRAHMANE : un footballeur international.
• Rachid Benaïssa : (en arabe : رشيد بن عيسى) est un intellectuel musulman.
• Mohamed Amziane BENALI( بن علي محمد امزيان) est un écrivain algérien, né le 1886 en Haute Kabylie, décédé à la casbah d'Alger.
• Sofiane AIT ALI : ancien défenseur des USM Annaba.....
• Ali ben atmane el mangllati a zouaoui علي بن عثمان المنڤلاتي الزواوي (القرن 14م
• Salah Ouadahi : journaliste de la Chaîne III et président de l’Association des Kabyles de Suisse (AKS).
• Mhenna Boudinar : journaliste et président de l'association des enseignants de Tamazight.
• Hocine Ouarab : comédien.
• Mustapha Benali : acteur.
• Celia Ould mohand : Chanteuse, Musicienne.
• Hakim Aoudjit : Scénariste, acteur.
Abdellah hamane(Ath hamane):
Homme de culture membre fondateur association numidia d'Oran.
Ali ould Mouhand: médecin généraliste , chercheur en Herboristerie.